# Мисс Екатеринбург
Мисс Екатеринбург — конкурс красоты, основанный Владиславом Бобровичем. Проводится в Свердловской области в Екатеринбурге.
Обычно в нём участвуют до четырёхсот участниц предварительного тура и около тридцати участниц основного конкурса.
Программа финального шоу состоит из четырех блоков: «визитка» — выход всех участниц, конкурс танцев, выход в вечерних платьях, а также конкурс вопросов.

## История
Идея конкурса была предложена Александром Вараксиным, руководителем бизнес-клуба «Глобус» и группировки «Центр» в 90-е годы, авторитетным бизнесменом и в принципе предприимчивым человеком — был ещё и «крёстным отцом» «Мисс Екатеринбург». Именно под его патронажем в 1997-м году прошёл первый конкурс. В девяностых и двухтысячных могли принимать участие девушки 15-17 лет, но с 2011 года жюри допускает только совершеннолетних, чтобы победительница могла участвовать в конкурсах российского и, возможно, мирового уровней. Именно подготовка девушек к участию в конкурсах всероссийского уровня, по словам директора конкурса «Мисс Екатеринбург» Светланы Петраковой, и является изначальной целью конкурса.
Ранее в программу конкурса входило дефиле девушек в купальниках. Однако, в последние несколько лет его не проводят. По словам директора конкурса Светланы Петраковой: «Я не считаю конкурс купальников уместным с эстетической и моральной точки зрения». По её словам, титул Мисс может получить та девушка, «у которой есть что-то большее, чем просто красота: харизма, ум и талант».

## Победительницы конкурса
| Год  | Имя                  | Возраст | Примечания |
| ---- | -------------------- | ------- | --- |
| 1997 | Нина Булдакова       | 17      | Участвовала в конкурсе «Мисс Россия 1998». Получила два высших образования. Работает психоаналитиком а также семейным, детским, перинатальным психологом. |
| 1998 | Анастасия Мельник    | 15      | Училась в Институте международных связей. |
| 1999 | Елена Смышляева      | 17      | Закончила УрАГС, переехала в Москву. |
| 2000 | Евгения Образцова    |         | |
| 2001 | Ирина Вторушина      | 17      | В 2006 году принимала участие во всероссийском конкурсе «Краса России» и заняла 3-е место. Училась в РЭА им. Плеханова. Живёт в Москве, работает в области HR. |
| 2002 | Екатерина Зверева    | 17      | Училась в Екатеринбургском филиале Современной гуманитарной академии. Работала моделью. Два раза была в жюри «Мисс Екатеринбург». |
| 2003 | Елена Полубедова     | 20      | |
| 2004 | Екатерина Дурнова    | 16      | Училась на журфаке УрГУ. Сейчас работает маркетологом в группе компаний, занимающихся возведением спортивных объектов по всей России. |
| 2005 | Анфиса Кульбакова    | 17      | |
| 2006 | Дарья Дементьева     | 16      | Училась в Уральской архитектурной академии, но позже переехала в столицу и поступила на журфак в МГУ. С 2014 по 2018 год работала корреспондентом на московском телеканале «360°». |
| 2007 | Анна Семёнова        | 22      | В Москве начала сольную карьеру певицы, сейчас профессионально поёт под псевдонимом Anika. Руководит своим детским эстрадным театром «Изюминка». |
| 2008 | Екатерина Попкова    | 19      | Окончила УрГЭУ. Участвовала в конкурсе «Мисс Россия 2009». |
| 2009 | Ирина Антоненко      | 17      | Победительница конкурса «Мисс Автозвук 2008» и «Мисс Россия 2010». Представляла Россию на «Мисс Вселенная 2010», где вошла в 15 самых красивых девушек планеты. Поступила в ГИТИС. В 2012-м играла в спектакле «Тайна волшебных колец». Снималась в двух сезонах сериала «Корабль», в сериале «Золотая клетка» и фильме «Фантом».                |
| 2010 | Нина Савельева       | 18      | Окончила театральный институт в Екатеринбурге, работала на телеканале «41-Домашний». Переехала в Тольятти. |
| 2011 | Татьяна Неверова     | 22      | Закончила УрФУ. Участвовала в конкурсе «Мисс Россия 2012». Работает помощником депутата Законодательного собрания Свердловской области. Многократная победительница соревнований по легкой атлетике. Член партии «Единая Россия» и руководитель социального проекта «Доброволец».                                                                |
| 2012 | Анна Лесун           | 22      | Закончила УрФУ. Вошла в топ-20 в конкурсе «Мисс Россия 2013» Была послом России во время конкурса на право проведения «Экспо», работала послом бренда «Русский Стандарт» в Сан-Франциско. Сейчас занимается фотографией, снимается в рекламе и кино, ведёт свой блог о путешествиях. Переехала в Нью-Йорк.                                       |
| 2013 | Екатерина Локшина    | 20      | Работает в Гуанчжоу по модельному контракту. Ведёт активную жизнь — учится, занимается волонтёрством, участвует в мероприятиях. |
| 2014 | София Никитчук       | 20      | Победительница конкурса «Мисс Россия 2015», заняла второе место на «Мисс Мира 2015». Окончила УрФУ с красным дипломом. Стала дизайнером собственного бренда одежды «NIKISO». |
| 2015 | Владислава Тарасова  | 21      | Окончила музыкальную школу по классу фортепиано. Семь лет занималась спортивными бальными танцами и плаванием. Студентка УрФУ. |
| 2016 | Елизавета Аниховская | 18      | Выучилась на реставратора икон. Сейчас Елизавета занимается изготовлением украшений, путешествует. |
| 2017 | Анастасия Каунова    | 18      | Работает моделью. |
| 2018 | Арина Верина         | 20      | Окончила Свердловский колледж искусств и культуры на хореографа. Участвовала в конкурсе «Мисс Россия 2019» |
| 2019 | Виктория Вершинина   | 22      | Закончила университет в Санкт-Петербурге, на менеджера. На момент участия в конкурсе хотела открыть свою английскую школу. Занимается музыкой. |
| 2020 | Злата Помурзина      | 18      | Поступила в УрФУ (платно). Профессионально занимается синхронным фигурным катанием. |
| 2021 | Виолетта Сараева     | 19      | Студентка Уральского института управления РАНХиГС. Занимается музыкой. Вошла в топ 10 на конкурсе «Мисс Россия 2022». |
| 2022 | Татьяна Кузьмина     | 20      | Студентка Уральского института управления РАНХиГС. Учится на государственного служащего. |
| 2023 | Александра Кузнецова | 21      | Окончила Уральский государственный экономический университет на бухгалтера-экономиста, работает ретушёром. |
| 2024 | Алёна Козлова        | 19      | Принимала участие в конкурсе «Мисс Екатеринбург 2023». Учится в Екатеринбургском колледже транспортного строительства на специальности «гостиничное дело». Больше 15-ти лет занимается танцами, йогой, а также работает профессиональной моделью. В будущем хочет стать психологом.                                                              |
| 2025 | Зоя Белоногова       | 19      | Учится в УрФУ на факультете «Социально-культурной деятельности». Мастер спорта по художественной гимнастике, чемпионка УрФО, победитель и призёр всероссийских соревнований. Работает моделью на международном уровне. Ведёт личный блог, в котором публикует рецензии к литературным произведениям, а также пишет книги и сценарии мероприятий. |

## Проблемы
Участницы конкурса часто подвергаются травле со стороны публики. Говорят, что выглядят на сорок, все на одно лицо.
Вопиющий пример общественной травли произошёл с Елизаветой Аниховской, Мисс Екатеринбург 2016. В 2020-м году девушку затравили за спущенную маску в автобусе.